# Шепелев, Дмитрий Дмитриевич
Дми́трий Дми́триевич Ше́пелев (1771—1841) — генерал-лейтенант русской императорской армии из дворянского рода Шепелевых.

## Биография
Родился в 1771 году, хотя на могильной плите указан 1766 год.

Уже в 1782 году был записан на службу в лейб-гвардии Преображенский полк в звании сержанта. В 1792 году произведён в прапорщики, а в 1793 году начал службу в Мариупольском легкоконном полку в звании секунд-майора. В 1794 году участвовал в подавлении восстания Костюшко и 26 ноября 1795 года получил орден Св. Георгия 4-го класса 
За отличную храбрость, оказанную 28 мая 794 года в Польше при Хельме, где отбил у неприятеля 3 пушки.
 Получил контузию в правую руку осколком бомбы и ранение картечью в плечо во время штурма Праги, когда командовал батальоном Низовского пехотного полка. В 1796 году во время Персидской кампании возглавлял эскадрон. В 1799 году участвовал в походе русских войск в Швейцарию. 8 июля 1799 года был повышен в звании до полковника.
29 октября 1800 года занял должность шефа Владимирского драгунского полка, 22 января 1801 года перешёл в Грузинский гусарский полк, который возглавил 20 февраля того же года. 13 апреля 1801 года стал флигель-адъютантом и снова получил это же звание 23 апреля 1802 года, что было связано с рефомированием возглавляемого им полка. В 1805 году, когда началась кампания против французов, занял должность бригад-майора в корпусе генерала Буксгевдена. Сражался под Аустерлицем. В 1806 году участвовал в формировании Гродненского гусарского полка, получив назначение его шефом 23 июня того же года.

В 1807 году участвовал в сражении с французской армией при Гутштадте; 22 ноября 1807 года за преследование противника через реку Пассаргу получил орден Св. Георгия 3-го класса № 170 
В воздаяние отличнаго мужества и храбрости, оказанных в сражении 24-го мая против французских войск, в коем при ретираде неприятеля ударил с Гродненским Гусарским полком на часть неприятельскаго ариергарда и произвел великое поражение.
 Позже принимал участие в битвах при Гейльсберге и Фридланде. 24 мая 1807 года получил звание генерал-майора; 20 мая 1808 года получил золотую шпагу с надписью «за храбрость», украшенную алмазами.
Участвовал в Русско-шведской войне. В 1810 году был отправлен в отставку, но 5 июля 1812 года вернулся к службе.
Во время отхода русских войск от Бородина к Тарутину возглавлял гвардейскую кавалерийскую бригаду (лейб-гвардии Конный и Кавалергардский полки), участвовал в сражениях под Малоярославцем и Красным.
В декабре 1812 года получил назначение командиром авангарда в армии генерала Петра Витгенштейна. 1 января 1813 года ему за участие во взятии Кенигсберга было присвоено звание генерал-лейтенанта. Впоследствии он продолжал преследовать противника до Вислы, участвовал в ряде сражений. В 1813 году участвовал в заграничном походе русской армии, в том числе в осаде Гамбурга, впоследствии занимался переформированием войск в Шлезвиг-Гольштейне. В 1815 году получил назначение командиром 2-й гусарской дивизии. 2 апреля 1816 года вышел в отставку с военной службы по состоянию здоровья с правом ношения мундира. 25 июня 1826 года был вновь зачислен на службу в кавалерию, но уже 20 января 1830 года вновь ушёл в отставку.
Умер в 1841 году.

## Семья
Д. Д. Шепелев был женат (с 1807) на Дарье Ивановне Баташе́вой (1793—1818), наследнице знаменитых купцов и миллионщиков Баташе́вых. Приданое, которое дал своей любимой внучке Иван Родионович Баташе́в, не имело себе равных в России. Оно включало большой дворец на Яузской улице (1796—1804), впоследствии приспособленный для размещения Яузской больницы. В 1812 году именно этот дом был выбран Иоахимом Мюратом для своей штаб-квартиры. После ухода французов из Москвы дом-дворец на Швивой горке был отделан заново с соответствующей роскошью — затрачено более 300 тысяч рублей. На время коронации Николая I дворец был нанят за 65 тыс. рублей для герцога Девонширского, английского посла.
Дмитрий Дмитриевич не отличался рачительством, а, напротив, большим хлебосольством и оригинальностью, он устраивал роскошные приёмы, давал так называемые «маленькие обеды», о которых говорила вся Москва. Не мудрено, что приданое было быстро растрачено. После смерти Ивана Родионовича к Шепелевым перешло и баташевское имение в Выксе, и Выксунские металлургические заводы. При Д. Д. Шепелеве на заводах были установлены паровые двигатели.
Дети
- Елизавета (1812—1839) — супруга (с 25.05.1833) генерала Ивана Павловича Кутайсова (1803—1871[источник не указан 1059 дней]), сына П. И. Кутайсова и Прасковьи Петровны Лопухиной, внука Ивана Павловича Кутайсова.
  - Неонила (27.10.1836—8.10.1855)
- Анна (02.02.1813 — 1861) — супруга (с 1834) князя Льва Григорьевича Голицына (04.09.1804 — 02.01.1871), поручика, писателя, композитора, сына Г. С. Голицына.
  - Лев (30.01.1841— май 1918)
  - Екатерина (1845), умерла в младенчестве.
  - Елена (11.10.1845—1920)
- Иван (18.02.1814 — 21.10.1865), скончался холостым. После смерти отца продолжил модернизацию Выксунских металлургических заводов: при нём был внедрён прогрессивный метод плавки металла — пудлинговый, вместо устаревшего — кричного. Однако в 1862 году заводы были объявлены банкротами.
- Николай (26.07.1818 — 21.06.1872), скончался холостым.

Вся семья, с мужьями, похоронены в фамильном склепе в Христо-Рождественской церкви города Выкса В нише памятника графини Елизаветы Дмитриевны Кутайсовой три образа работы Скотти.
Семья Шепелевых, Кутайсовых в том числе поддерживала деятелей искусства. Благодаря им расцвели таланты художника М. И. Скотти, архитектора А. М. Горностаева, матери актрисы Пелагеи Стрепетовой.